# バークレー日本賞

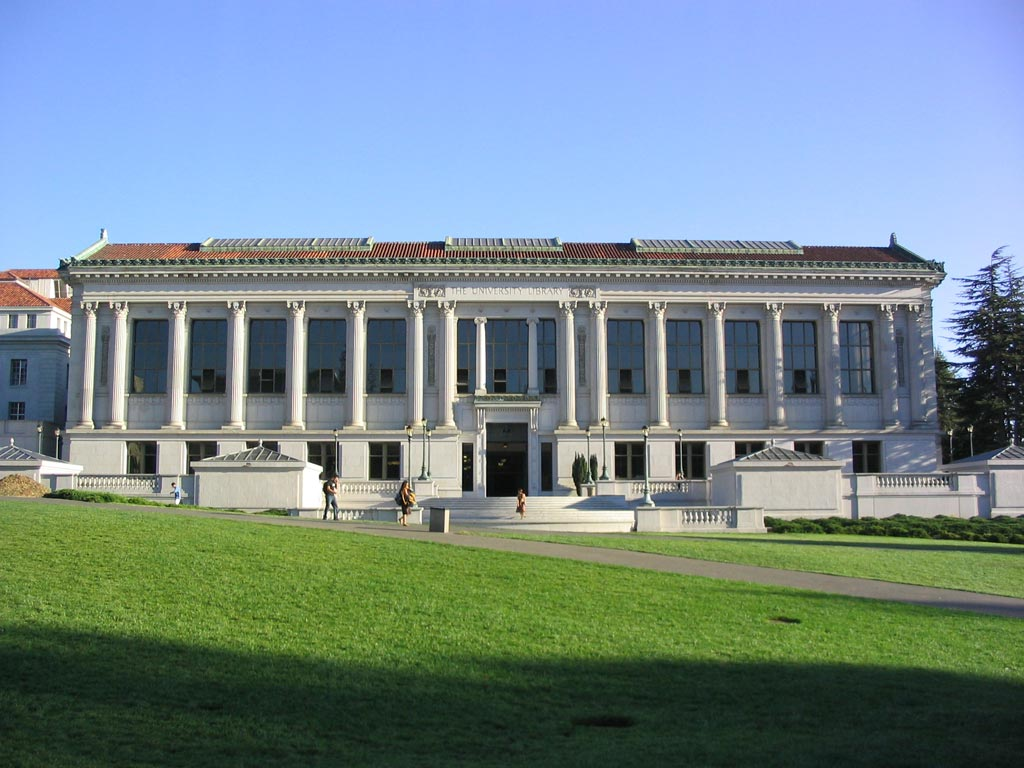
第1回バークレー日本賞授賞式が開催されたカリフォルニア大学バークレー校ドゥ記念図書館

バークレー日本賞（ばーくれーにっぽんしょう、英語: Berkeley Japan Prize）は、カリフォルニア大学バークレー校日本研究センターが創設した賞である。

## 概要
カリフォルニア大学バークレー校は、1958年に「日本研究センター」を設置するなど、日本文化の研究を推進してきた。同センターは「米国主要大学付属日本研究センターとしては先駆的存在」と評されており、カリフォルニア大学バークレー校はアメリカ合衆国国内において日本文化の研究が盛んな大学のひとつである。
同センターでは、日本文化研究の一環として、設置50周年を記念し、日本文化の普及や発展に寄与した者を顕彰する「バークレー日本賞」を創設した。第1回バークレー日本賞は、2008年に作家の村上春樹に授与された。キャンパス内で開催された授賞式には村上本人が出席するとともに、現地の日本文化研究者や在サンフランシスコ日本国総領事館の総領事らも臨席し、盛大に催された。
以降、数年に一回の頻度で授与され、第2回は、世界に対し日本文化を広めた点が評価され、映画監督の宮崎駿が受賞した。現地での授賞式には宮崎本人も出席した。また、宮崎が出席したシンポジウムには2100人ほどのファンが集まった。それ以外にも関連するシンポジウムやイベントが多数開催された。
第3回は、世界的な音楽活動に加え、反原発運動や環境問題への取り組みなどが評価され、音楽家の坂本龍一が受賞した。
第4回は、ビッグサイエンスにおける日本の知的リーダーシップと国際的プレゼンスを高めたことが評価され、物理学者の梶田隆章が受賞した。

## 歴代受賞者
| バークレー日本賞受賞者 | バークレー日本賞受賞者 | バークレー日本賞受賞者 |
| 回                     | 氏名                   | 受賞日                 |
| ---------------------- | ---------------------- | ---------------------- |
| 1                      | 村上春樹               | 2008年10月10日         |
| 2                      | 宮崎駿                 | 2009年7月25日          |
| 3                      | 坂本龍一               | 2013年2月8日           |
| 4                      | 梶田隆章               | 2017年10月30日         |
| 5                      | 柳美里                 | 2022年9月30日          |
| 6                      | 細川俊夫               | 2023年1月20日          |

| バークレー日本・ニューヴィジョン賞受賞者 | バークレー日本・ニューヴィジョン賞受賞者 | バークレー日本・ニューヴィジョン賞受賞者 |
| 回                                       | 氏名                                     | 受賞日                                   |
| ---------------------------------------- | ---------------------------------------- | ---------------------------------------- |
| 1                                        | クリント・イーストウッド                 | 2009年1月23日                            |
| 2                                        | ジェロ                                   | 2011年4月8日                             |